# Obolo
Die Sprache Obolo (auch andone, andoni und andonni; ISO 639-3 ist ann) ist eine Sprache, die von etwa 200.000 Einwohnern der nigerianischen Bundesstaaten Rivers und Akwa Ibom gesprochen wird.
Das Obolo ist eine der 23 Sprachen der Obolo-Sprachgruppe innerhalb der Cross-River-Sprachen.
Es gibt mehrere Dialekte, darunter das Ost-Obolo (okoroete, ibot obolo), das West-Obolo (ataba, unyeada) und die Mundart Ngo. Die Obolo sprechen inzwischen zumeist Englisch als Muttersprache, einige können noch die zweite Amtssprache Igbo, aber nur wenige lernen auch in der Schule die Regionalsprache Ibibio.